# Escales
Escales – miejscowość i gmina we Francji, w regionie Oksytania, w departamencie Aude.
Według danych na rok 1990 gminę zamieszkiwało 316 osób, a gęstość zaludnienia wynosiła 31 osób/km² (wśród 1545 gmin Langwedocji-Roussillon Escales plasuje się na 616. miejscu pod względem liczby ludności, natomiast pod względem powierzchni na miejscu 747.).

## Zabytki
Zabytki w miejscowości posiadające status Monument historique:
- kościół Saint-Martin-de-Tours (Église Saint-Martin-de-Tours)